# Christoph Gottwald (Mediziner)

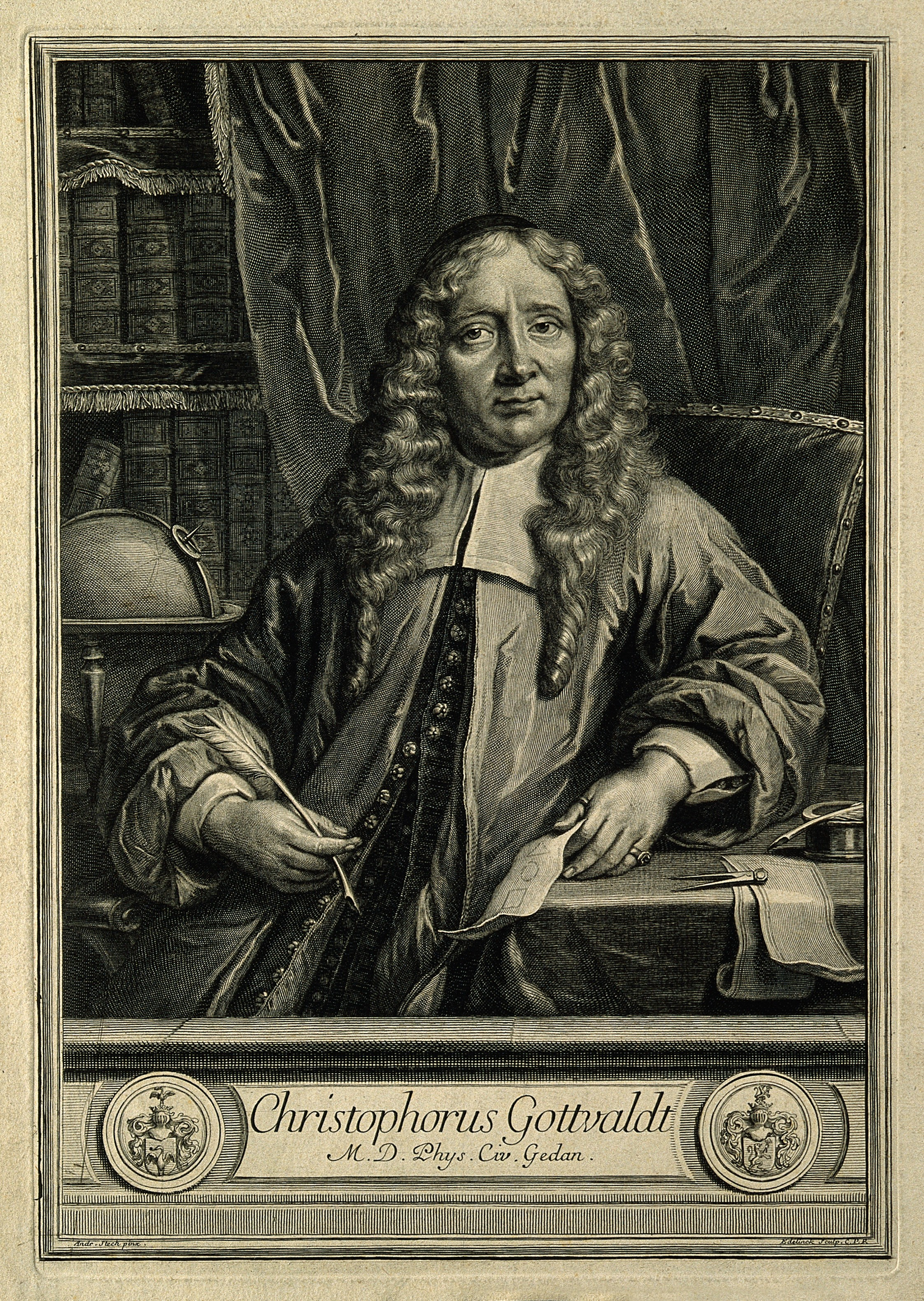
Christoph Gottwald

Christoph Gottwald (* 1636 in Danzig; † 1. Juni 1700 ebenda) war ein deutscher Mediziner, Naturforscher und Stadtphysicus von Danzig.

## Leben
Christoph Gottwald wirkte in der 2. Hälfte des 17. Jahrhunderts als Stadtphysicus in Danzig. 
Am 27. Februar 1698 wurde Christoph Gottwald mit dem Beinamen Asclepiodotus als Mitglied (Matrikel-Nr. 231) in die Leopoldina aufgenommen.
Christoph Gottwald legte ein reichhaltiges und bekanntes Naturalienkabinett an, welches sein Sohn Johann Christoph Gottwald stetig erweiterte. Die Sammlung wurde nach dem Tod seines Sohnes von Peter I. nach persönlicher Besichtigung der Sammlung in Danzig den Erben für 1000 Rubel abgekauft und nach Sankt Petersburg verbracht. Die verbliebenen Kupfertafeln und Manuskripte wurden von dem Nürnberger Verlagsbuchhändler Gabriel Nicolaus Raspe (1712–1785) erworben und Veröffentlichungen zugeführt.

## Schriften
- D. Christoph Gottwaldts physikalisch-anatomische Bemerkungen über die Schildkröten, aus dem Lateinischen übersezt. Raspe, Nürnberg 1781 Digitalisat
- D. Christoph Gottwaldts physikalisch-anatomische Bemerkungen über den Biber, aus dem Lateinischen übersezt. Raspe, Nürnberg 1782 Digitalisat